# Родзен Михайло Миколайович
Михайло Миколайович Родзен
```
(20.02.1987 - 03.04.2025) - командир відділення 
бройних Сил України
, учасник 
російсько-української війни
.
```

## Життєпис
У 1993 р.пішов до першого класу Ізяславської середньої школи № 5 нині Ізяславський ліцей № 5 імені О.П. Онищука, котру закінчив у 2004 р. 
У 2004 р. вступив до Кам'янець-Подільського Національного Університету Імені Івана Огієнка, який закінчив у 2010 р. за спеціальністю "вчитель історії".
У період з 25.04.2005р. по 26.04.2006 р. проходив строкову військову службу на посаді "командир танку" а смт Десна.
З 05.05.2008 р. працював у ДП "Ізяславське лісове господарство" на посаді "стропальник".
Після вторгнення російських окупантів на територію України у період з 06 по 16 серпня 2018 р. пройшов підготовку резервістів ОР-2 під час ВОС-166 у в/ч, де отримав посвідчення спеціаліста ЗСУ, кваліфікація "спеціаліст 3 класу, ВОС 166 Сапер". 
Після повномасштабного вторгнення з 26.02.2022 р. добровільно вступив до лав ЗСУ.
Загинув 03 квітня 2025 року на Донеччині під час ведення бойових дій.

## Творчість
Михайло був талановитим майстром тату: створював унікальні малюнки по всій Україні. Навіть під час служби, захищаючи Батьківщину, він прикрашав тіла побратимів та нових знайомих пам'ятними тату. 
Писав глибокі та зворушливі вірші, мріяв видати власну збірку. Після смерті родиною було видано фотоальбом збірку віршів Михайло Родзен "Невидана збірка віршів"